# Île d’Orléans
Île d’Orléans – wyspa na południowym wschodzie kanadyjskiej prowincji Quebec. Leży w estuarium Rzeki Świętego Wawrzyńca, około 5 km na północny wschód od stolicy prowincji, miasta Québec. Jest drugą co do wielkości (po Île de Montréal) wyspą na Rzece Świętego Wawrzyńca.

## Geografia
Île d’Orléans ma powierzchnię 191,78 km², przy czym długość ok. 33 km i szerokość ok. 8 km. Podczas gdy wybrzeża są dość strome, wnętrze wyspy to płaska równina, której środkowa część jest zalesiona. Gleba jest żyzna i dlatego też jest intensywnie wykorzystywana przez rolnictwo. Najwyższy punkt znajduje się na wysokości 137 m n.p.m.
Na wyspie leży sześć gmin
- Sainte-Famille
- Saint-François-de-L’Île-d’Orléans
- Saint-Jean-de-L’Île-d’Orléans
- Saint-Laurent-de-L’Île-d’Orléans
- Sainte-Pétronille
- Saint-Pierre-de-L’Île-d’Orléans

których liczba ludności wynosi 6834 mieszkańców, i które razem tworzą regionalną gminę hrabstwa L’Île-d’Orléans. Pont de l’île d’Orléans, most wiszący o łącznej długości 4,43 km, łączy wyspę z wybrzeżem miasta Québec.

## Historia
Huroni nazywali tę wyspę Minigo. Francuski odkrywca Jacques Cartier dotarł do niej po raz pierwszy w 1535 roku i nazwał ją Île de Bacchus (Wyspą Bachusa) ze względu na liczne dziko rosnące winorośla. 6 maja 1536 nadał on nową nazwę, Île d’Orléans (Wyspa Orleanu), na cześć księcia Orleanu, syna króla Franciszka I.
Ze względu na swoje korzystne położenie Île d’Orléans należała od 1636 do pierwszych obszarów Quebecu, które zostały zasiedlone przez francuskich kolonistów (głównie z Normandii i Poitou). Po tym jak pierwsi osadnicy zostali zabici w 1656 roku w czasie napaści Irokezów, w latach 1660 rozpoczął się proces ponownego zasiedlania.
W 1759 roku wyspa została zajęta i splądrowana przez brytyjskie wojska, z 350 dworów tylko trzy pozostały nienaruszone. Służyły one później przed bitwą na Równinie Abrahama jako baza wyjściowa do zajęcia miasta Québec przez generała Jamesa Wolfe’a. Od 1935 roku wyspa połączona jest mostem ze stałym lądem.
Dzisiejsza gospodarka Île d’Orléans opiera się przede wszystkim na rolnictwie (uprawa pszenicy, kukurydzy, produkcja wina białego, czerwonego i cydru, hodowla zwierząt gospodarskich). Ważną rolę odgrywa również turystyka; wielu mieszkańców miasta Québec posiada tu swoje domki, w których spędzają weekendy.

## Galeria

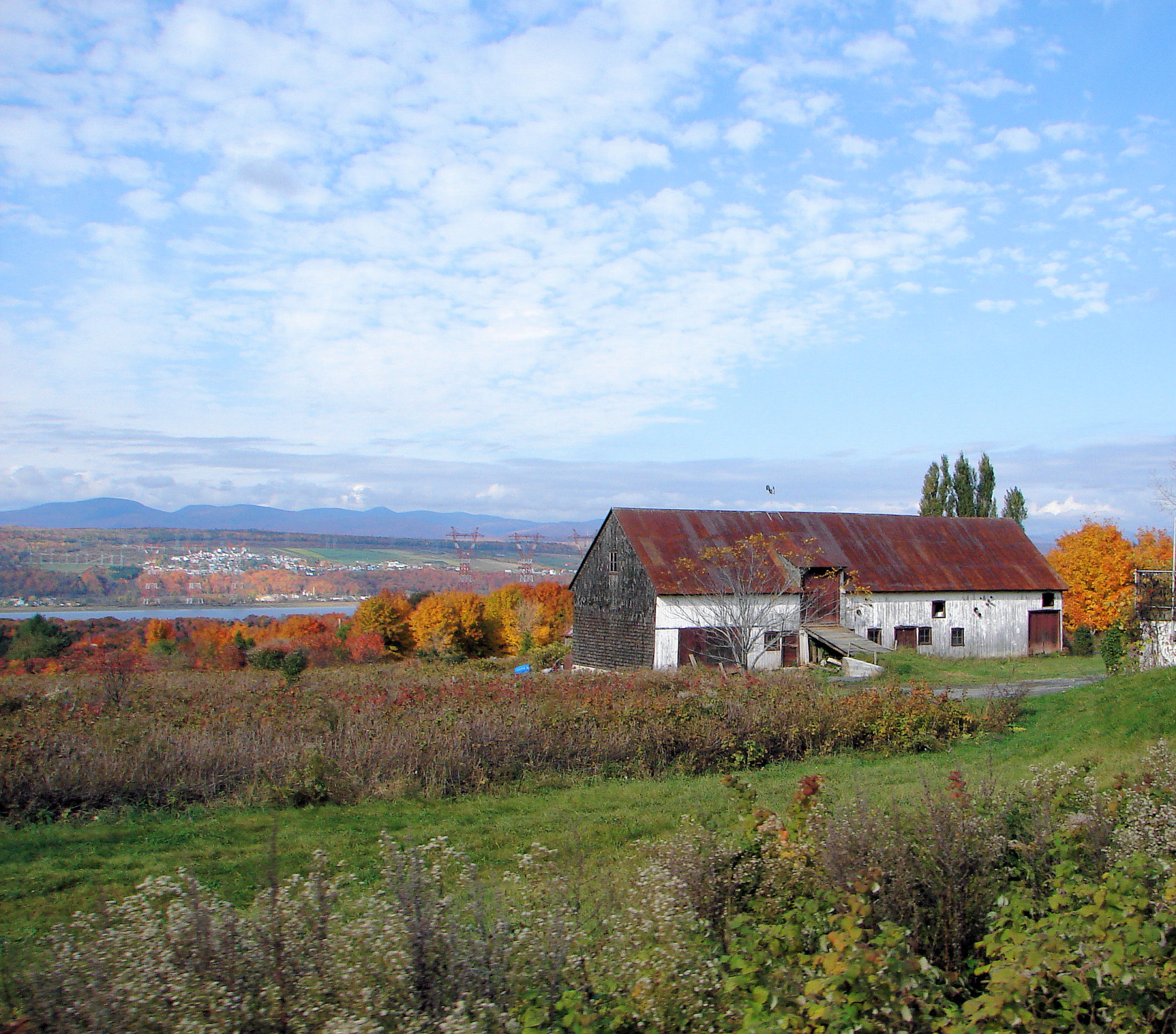
Typowy dla wyspy krajobraz
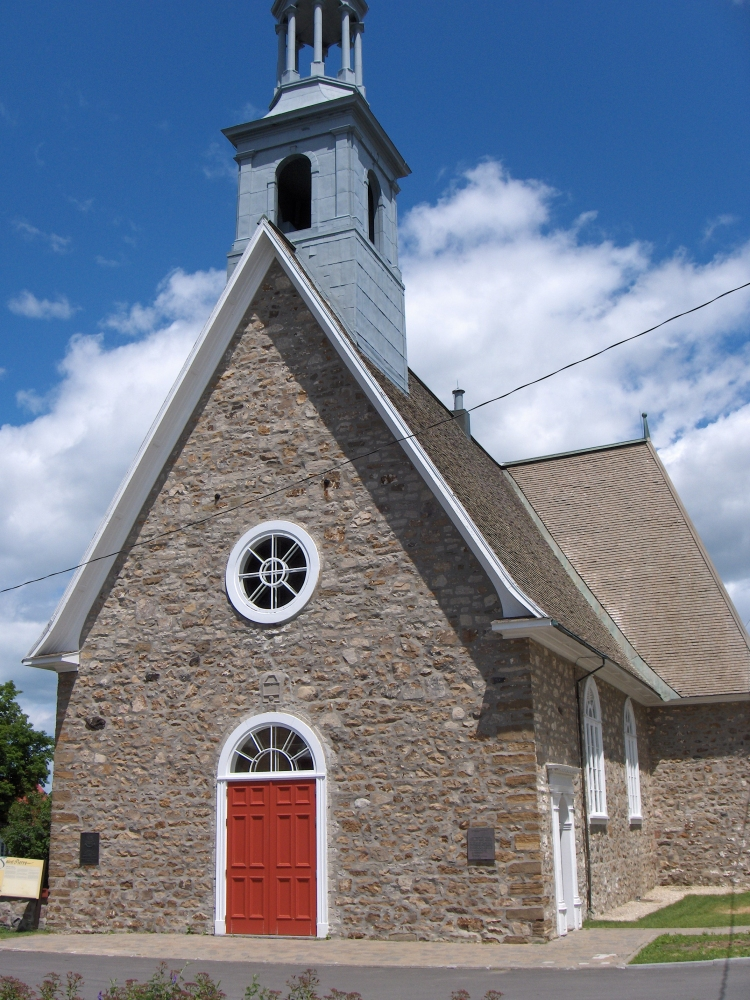
Kościół Saint-Pierre (zbudowany w 1717 roku)
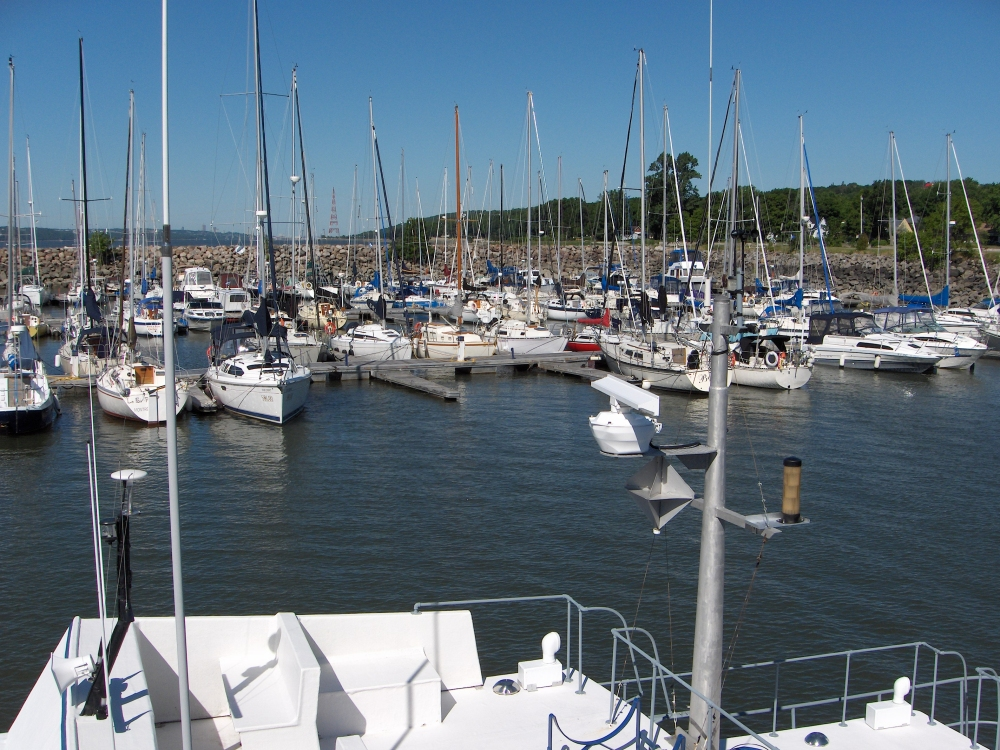
Mały port
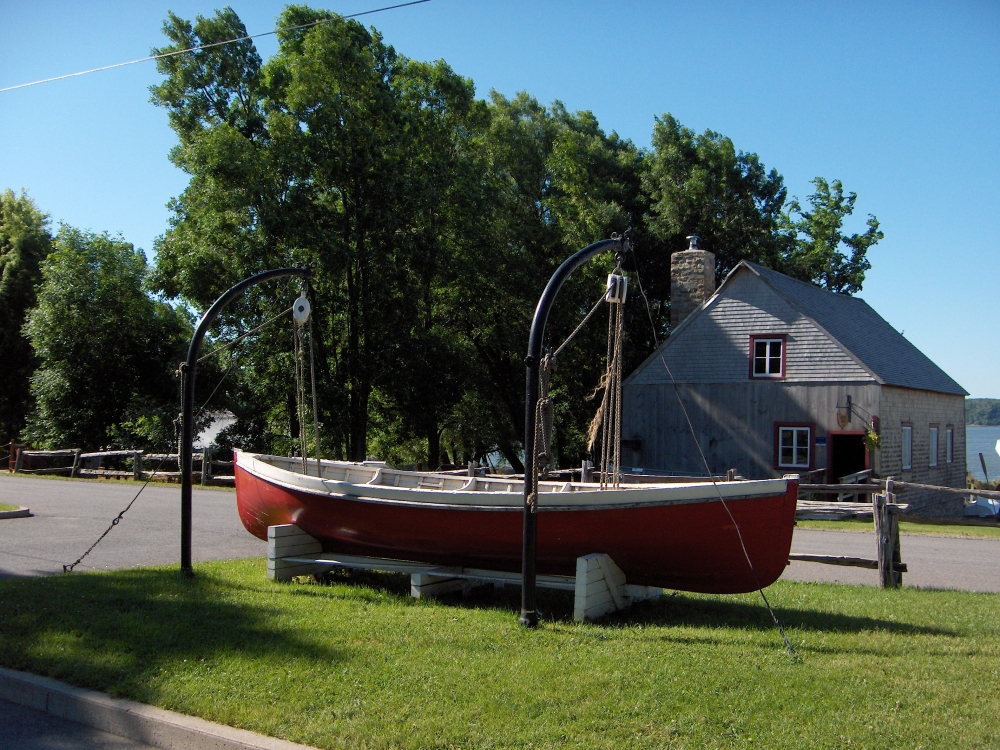
Muzeum łodzi